# Tristellateia
Tristellateia es un género de plantas de la familia Malpighiaceae.  Comprende 30 especies de bejucos.  Es originario del este de África y Madagascar.

## Descripción
Son enredaderas, a veces arbustos con ramas trepadoras. Las hojas en general opuestas, a veces subopuestas o en verticilos de 3 o 4. Las inflorescencias son  terminales o laterales, individuales o agrupadas en panículas. El fruto seco, se separa en 3 sámaras. 

## Citología
El número de cromosomas: n = 9 ( Raman y Kesavan, 1963 [pdf], contados en una muestra de cultivo de T. australasiae. Citado como T. australis).

## Taxonomía
El género fue descrito por Louis Marie Aubert Du Petit-Thouars y publicado en  Genera Nova Madagascariensia 14 en el año 1806. La especie tipo es Tristellateia madagascariensis Poir.

## Especies seleccionadas
- Tristellateia acutifolia Arènes
- Tristellateia africana S.Moore
- Tristellateia ambondrensis Arènes
- Tristellateia ambongensis Arènes
- Tristellateia bernierana A.Juss.
- Tristellateia bojerana A.Juss.